# Grayenulla wilganea
Grayenulla wilganea is een spinnensoort in de taxonomische indeling van de springspinnen (Salticidae).
Het dier behoort tot het geslacht Grayenulla. De wetenschappelijke naam van de soort werd voor het eerst geldig gepubliceerd in 2002 door Marek Żabka & Gray.